# ЦСКА-Арена
ЦСКА Арена (раніше ВТБ Льодовий палац) — багатофункціональний спортивний комплекс, розташований у районі колишнього автозаводу «ЗІЛ» у Москві. Є одним з об'єктів спортивно-розважального кварталу Москви Парку Легенд.
Офіційне відкриття льодового палацу відбулося 26 квітня 2015 року.
Спортивний комплекс розташований біля Третього транспортного кільця. Найближча станція метро — «Автозаводська». Найближча станція МЦК - "ЗІЛ".

## Призначення
Комплекс призначений як для проведення змагань з хокею з шайбою, фігурного катання і льодових шоу, так і для концертів зірок світової величини. Включає в себе три майданчики: велика арена на 12 500 місць, мала арена на 3 500 місць та тренувальна - 500 місць. Велика і мала арени можуть трансформуватися для проведення змагань з інших видів спорту і концертних шоу-програм, при цьому їх місткість може збільшитися до 14 000 і 5 000 глядачів відповідно. Загальна площа комплексу - 70 000 м².
У 2016 році льодова арена стала майданчиком для проведення чемпіонату світу з хокею з шайбою.